# إفراين هيريرا
إفراين هيريرا (بالإسبانية: Efraín Herrera)‏ هو لاعب كرة قدم مكسيكي في مركز الدفاع، ولد في 28 سبتمبر 1959 في مدينة مكسيكو في المكسيك. شارك مع منتخب المكسيك لكرة القدم. أما مع النوادي، فقد لعب مع نادي أطلس ونادي أمريكا ونادي باتشوكا ونادي ديبورتيفو تولوكا ونادي نيكاكسا.

## وصلات خارجية
- إفراين هيريرا على موقع قاعدة بيانات كرة القدم.إي يو (الإنجليزية)
- إفراين هيريرا على موقع ناشيونال فوتبول تيمز (الإنجليزية)